# Malakichthys
Malakichthys is een geslacht van straalvinnige vissen uit de familie van acropomaden (Acropomatidae).

## Soorten
- Malakichthys barbatus Yamanoue & Yoseda, 2001
- Malakichthys elegans Matsubara & Yamaguti, 1943
- Malakichthys griseus Döderlein, 1883
- Malakichthys levis Yamanoue & Matsuura, 2001
- Malakichthys mochizuki Yamanoue & Matsuura, 2001
- Malakichthys similis Yamanoue & Matsuura, 2004
- Malakichthys wakiyae Jordan & Hubbs, 1925